# 오스 기니스
오스 기니스(Os Guiness, 1941년 9월 30일 - )는 미국의 저자이며 사회비평가이다. 그는 1984년부터 미국에서 살고 있다.

## 어린 시절과 교육
기니스는 1941년 9월 30일 중국에서 태어났다. 그의 조상 아더 기내스는 더블린 기니스 맥주회사를 경영하면서 의료선교사들을 도왔는데 바로 오스 기니스가 그의 증증 손자이다. 그는 1951년에 중등 학교와 대학교육을 위해 영국으로 돌아 왔다. 기니스는 1966년 런던 대학교에서 신학 학사 학위를 우등으로 받았고 1981년 옥스포드의 오리 엘 칼리지 (Oriel College)에서 철학박사 학위를 받았는데 그곳에서 피터 L. 버거 밑에서 공부했다.

## 경력

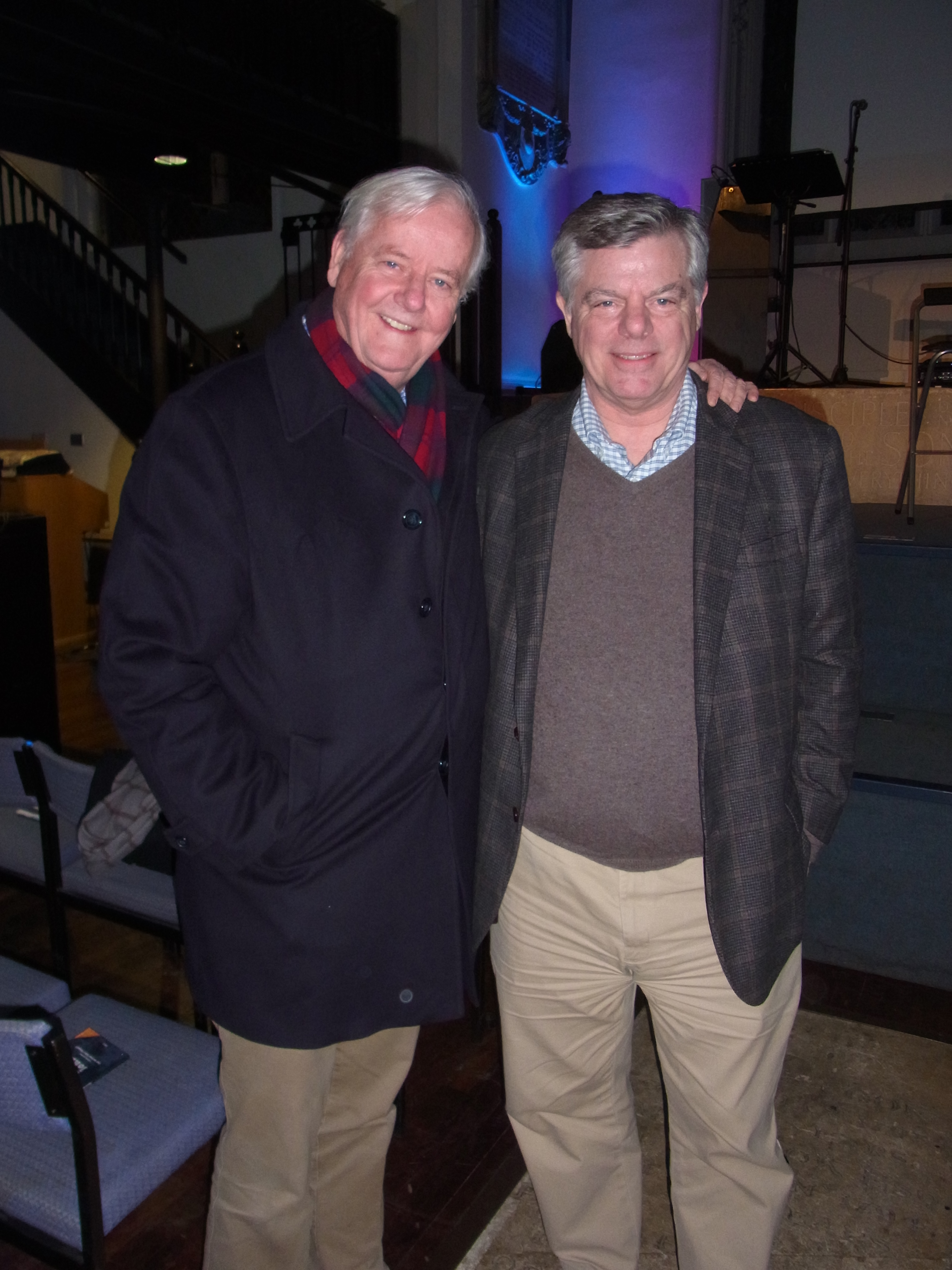
오스 기니스 (Os Guinness)와 변증학자 윌리엄 에드거, 2013년

1960년대 후반, 기네스는 프란시스 쉐퍼가 세운 스위스의 라브리공동체의 리더였으며, 후에 옥스포드에서 BBC의 프리랜서 기자였다. 1984년 기니스는 미국으로 갔다가 먼저 우드 로우 윌슨 센터의 연구원이 되었다. 그리고 나중에 브루킹스 연구소의 방문 연구원이었다. 1986년부터 1989년까지 기네스는 윌리엄스 버그 헌장 재단 이사로 재직했다. 공교육에 관련한 책 "Living With Our Deepest Differences"을 발행하였다.
1991년 Alonzo McDonald와 함께 삼위일체 포럼 을 창립하여 2004년까지 선임 연구원으로 일했다. 그 이후로 그는 뉴욕의 EastWest Institute에서 선임 연구원으로 활동했으며 현재 Oxford Centre for Christian Apologetics에서 선임 연구원으로 활동하고 있다.
기니스는 전 세계의 많은 주요 대학과 정치 및 비즈니스 리더를 대상으로 다른 주요 장소에서 강의했다. 그는 2014년 6월 브뤼셀의 유럽 연합 의회에서 출판 된 양심의 국제 헌장 초안을 작성했다.

## 개인 생활
기니스는 현재 버지니아 맥린에서 아내 제니와 함께 살고 있다. 아들은 뉴욕에 사업가인 CJ가 있다.
한때 영국 성공회에 참석했지만 2006년 신학적 자유주의 때문에 교회를 떠났다. 그는 현재 북미 성공회인 폴스 교회에 다니고 있다. 그는 2014년 6월 북아메리카 성공회에서 연사 중 한 사람이었다.

## 참고 문헌
기니스는 30권이 넘는 책을 쓰거나 편집했다. 다음은 1973년부터 현재까지 책의 일부를 시간순로 작성하고 편집 한 것이다.

## 같이 보기
- 윌리엄 에드거

### 저서들
- —— (1973), 《The Dust of Death: A Critique of the Establishment and the Counter Culture and the Proposal for a Third Way》, Downers Grove, IL: InterVarsity Press.
- —— (1976), 《In Two Minds: The Dilemma of Doubt & How to Resolve It》, Downers Grove, IL: InterVarsity Press.
- —— (1983), 《The Gravedigger File》, Downers Grove, IL: InterVarsity Press
- —— (1992), 《The American Hour: A Time of Reckoning and the Once and Future Role of Faith》, New York: Macmillan/Free Press.
- —— (1993), 《Dining With the Devil: The Megachurch Movement Flirts With Modernity》, Ada, MI: Baker.
- —— (1994), 《The Dust of Death: The Sixties Counterculture and How It Changed America Forever》, Wheaton, IL: Crossway.
- —— (1994), 《Fit Bodies Fat Minds: Why Evangelicals Don't Think and What to Do About It》, Ada, MI: Baker.
- —— (1996), 《God in the Dark: The Assurance of Faith Beyond a Shadow of Doubt》, Wheaton, IL: Crossway.
- —— (1998), 《The Call: Finding and Fulfilling the Central Purpose of Your Life》, Nashville, TN: HarperCollins/Thomas Nelson.
- —— (1999), 《Character Counts: Leadership Qualities in Washington, Wilberforce, Lincoln, and Solzhenitsyn》, Ada, MI: Baker.
- —— (2000), 《Time for Truth: Living Free in a World of Lies, Hype and Spin》, Ada, MI: Baker.
- —— (2000), 《Steering Through Chaos: Vice and Virtue in an Age of Moral Confusion》, Carol Stream, IL: Navpress.
- —— (2001), 《The Great Experiment: Faith and Freedom in America》, Carol Stream, IL: Navpress.
- —— (2003), 《Long Journey Home: A Guide to Your Search for the Meaning of Life》, Colorado Springs, CO: PRH/WaterBrook & Multnomah.
- —— (2003), 《Prophetic Untimeliness: A Challenge to the Idol of Relevance》, Ada, MI: Baker.
- —— (2005), 《Unspeakable: Facing Up to the Challenge of Evil》, San Francisco, CA: HarperCollins/HarperOne, 2016년 12월 21일에 확인함.
- —— (2008), 《The Case for Civility: And Why Our Future Depends on It》, San Francisco, CA: HarperCollins/HarperOne.
- —— (2010), 《The Last Christian on Earth: Uncover the Enemy's Plot to Undermine the Church》, Ada, MI: Baker/Regal.
- —— (2012), 《A Free People's Suicide: Sustainable Freedom and the American Future》, Downers Grove, IL: InterVarsity Press, 2016년 12월 22일에 원본 문서에서 보존된 문서, 2020년 5월 30일에 확인함.
- —— (2013), 《The Global Public Square: Religious Freedom and the Making of a World Safe for Diversity》, Downers Grove, IL: InterVarsity Press, 2017년 2월 10일에 원본 문서에서 보존된 문서, 2020년 5월 30일에 확인함.
- —— (2014), 《Renaissance: The Power of the Gospel However Dark the Times》, Downers Grove, IL: InterVarsity Press, 2016년 12월 22일에 원본 문서에서 보존된 문서, 2020년 5월 30일에 확인함.
- —— (2015), 《Fool's Talk: Recovering the Art of Christian Persuasion》, Downers Grove, IL: InterVarsity Press.
- —— (2016), 《Impossible People》, Downers Grove, IL: InterVarsity Press.

### 편집책
- ——, 편집. (1990), 《Articles of Faith, Articles of Peace》, Washington, DC: The Brookings Institution.
- ——, 편집. (1992), 《No God but God》, Chicago: Moody Press.
- ——, 편집. (1998), 《Invitation to the Classics》, Ada, MI: Baker.
- ——, 편집. (1999), 《Unriddling our Times》, Ada, MI: Baker.
- ——, 편집. (2000), 《When No One Sees: Character in an Age of Image》, Carol Stream, IL: NavPress
- ——, 편집. (2001), 《Doing Well and Doing Good》, Carol Stream, IL: NavPress.
- ——, 편집. (2001), 《Entrepreneurs of Life》, Carol Stream, IL: NavPress.
- ——, 편집. (2001), 《The Journey》, Carol Stream, IL: NavPress.